# Savski venac
Savski venac (en serbe cyrillique : Савски венац) est une municipalité de Serbie. Elle figure parmi les 17 municipalités constituant la ville de Belgrade et elle fait partie des 10 municipalités urbaines qui composent la ville de Belgrade intra muros. Au recensement de 2011, elle comptait 38 660 habitants.
Avec Stari grad, Savski venac est la plus ancienne municipalité de Belgrade. Elle est située au centre-ville de la capitale dont elle est le quartier administratif. Les quartiers élégants de Dedinje et de Senjak sont situés dans la municipalité.

## Localisation
La municipalité de Savski venac est située sur la rive droite de la Save. Du nord au sud, elle s'étend sur 6 km, du centre-ville de Belgrade (Savski venac se trouve à environ 200 m de Terazije) jusqu'au quartier de Banjica, et, d'est en ouest, sur 3 km, du quartier de Senjak et de la Save jusqu'à Autokomanda. Elle est entourée par les municipalités de Stari grad au nord, Vračar au nord-est, Voždovac à l'est, Rakovica au sud et Čukarica à l'ouest.

## Géographie

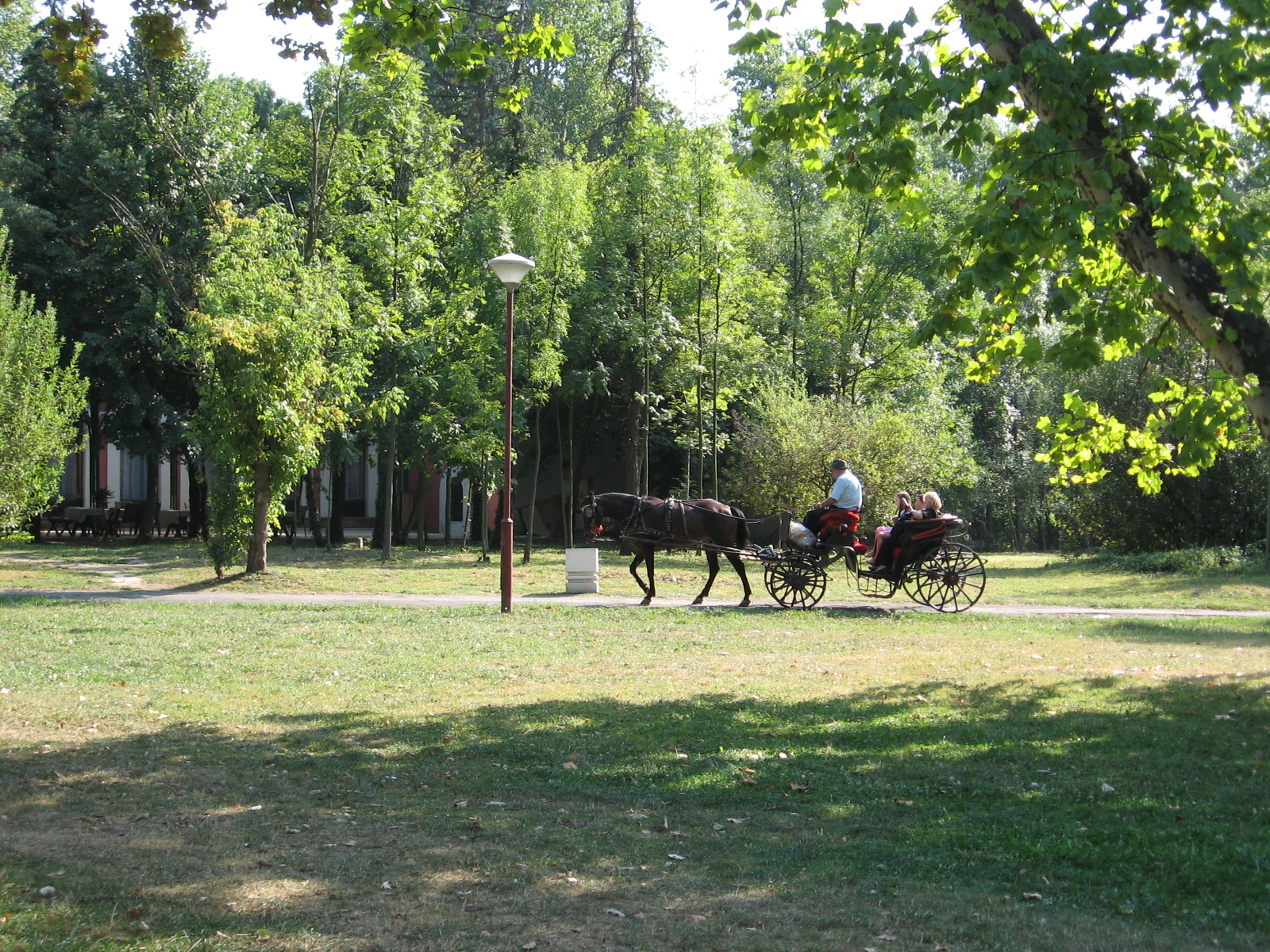
Le parc forestier de Topčider

La municipalité de Savski venac couvre une superficie de 14 km2, ce qui en fait la troisième plus petite municipalité de Belgrade après Vračar et Stari grad.
Elle est constituée de plusieurs ensembles géographiques. La partie la plus basse est constitué par la rive droite de la Save, dans les quartiers de Savamala et Bara Venecija ; c'est le seul secteur inondable de la capitale serbe : il a été presque totalement inondé en 1984 et lors des grandes inondations de 2006 en Europe. Les pentes de la colline de Terazije, connues sous le nom de Terazijska Terasa, descendent jusque dans la Save, tout comme les pentes occidentales de la colline de Vračar, dans les quartiers de Karađorđev park et de Zapadni Vračar. Deux collines se trouvent sur le territoire de Savski venac : le Topčidersko brdo, dont les falaises domines la Save dans le quartier de Senjak et la colline de Banjica, située à l'extrême sud de la municipalité. On y trouve aussi l'ancienne vallée du Mokroluški potok, dont les eaux coulent désormais en souterrain ; cette vallée est empruntée par une autoroute et la nouvelle gare de Belgrade Centre, dans le quartier de Prokop, y est en construction. La municipalité abrite également la haute vallée de la Topčiderska reka et le vaste parc forestier de Topčider.

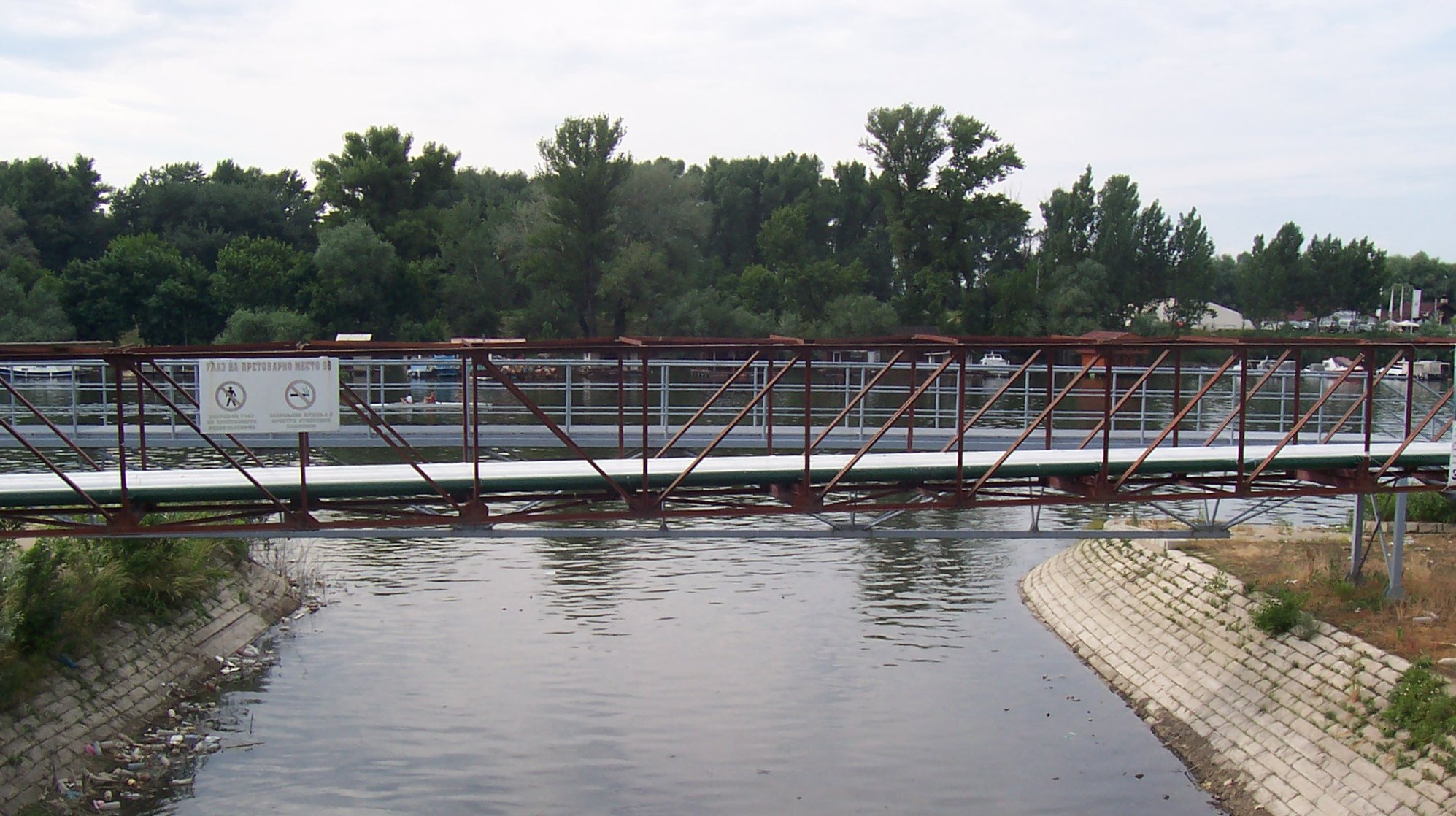
La confluence de la Topčiderska reka et de la Save

## Histoire
Les municipalités de Savski venac et de Stari grad sont souvent considérées comme les plus anciennes municipalités de Belgrade dans la mesure où elles englobent les parties les plus anciennes de la capitale serbe en dehors des murs de la forteresse. En revanche, Savski venac, tout comme Stari grad, a été créée en 1957 par la réunion de plusieurs municipalités antérieures plus petites, dans le cas de Savski venac celles de Zapadni Vračar et de Topčidersko brdo. Le nom de Savski venac a été créé à cette occasion ; le mot serbe venac, le « cercle » ou la « couronne » est couramment employé dans la géographie de Belgrade pour désigner une rue en courbe (Obilićev venac, Kosančićev venac) ou la bordure d'une rivière (Dunavski Venac) ; Savski venac signifie ainsi « les bords de la Save ».

## Quartiers

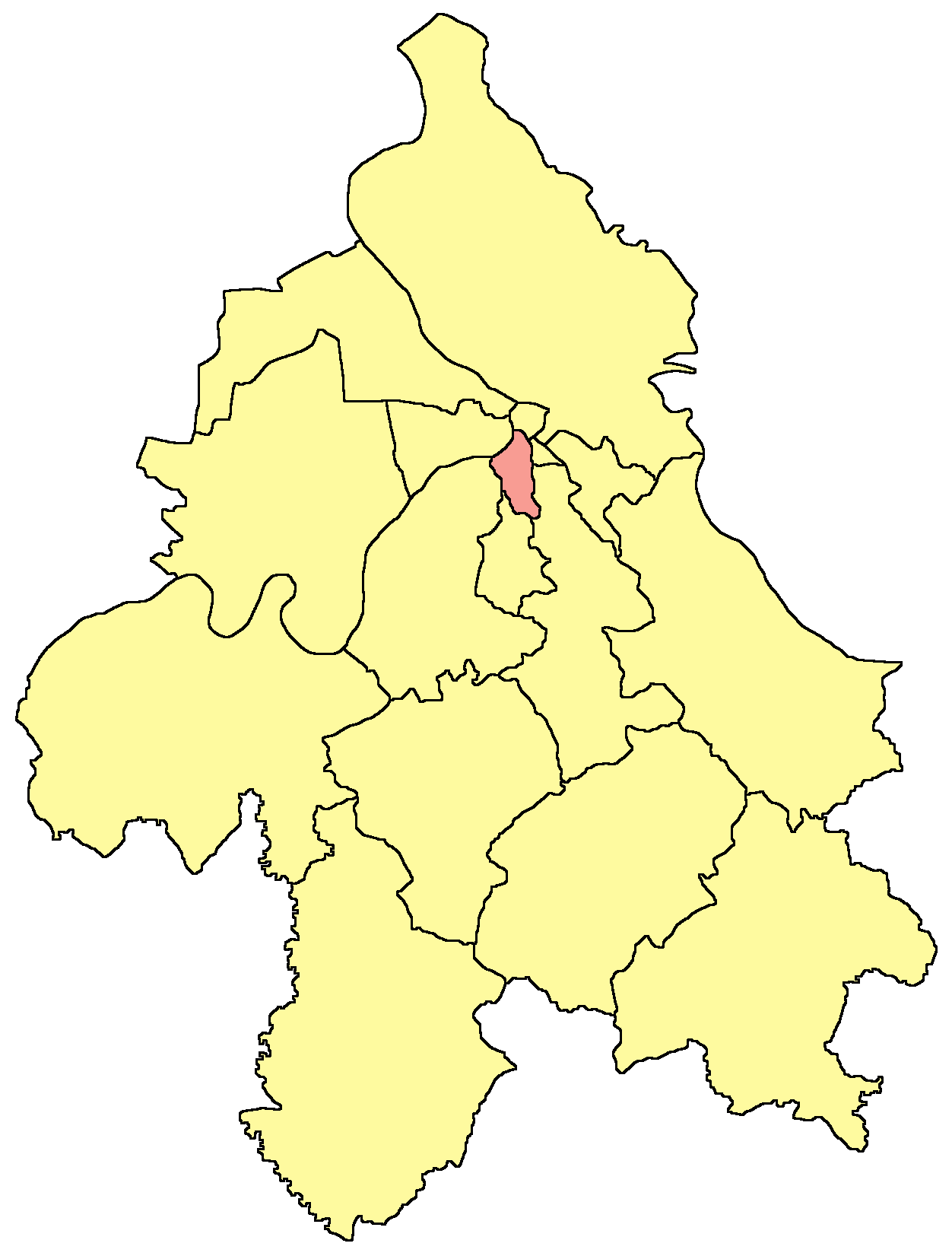
Localisation de la municipalité de Savski venac dans la ville de Belgrade

La municipalité de Savski venac est composée des quartiers suivants :
| - Bara Venecija - Dedinje - Diplomatska kolonija - Gospodarska mehana - Karađorđev park - Lisičji potok - Mostarska petlja - Prokop | - Savamala - Senjak - Stadion - Topčider - Topčidersko brdo - Zapadni Vračar - Zeleni venac |

## Démographie

### Évolution historique de la population
| 1948   | 1953   | 1961   | 1971   | 1981   | 1991   | 2002   | 2011   |
| ------ | ------ | ------ | ------ | ------ | ------ | ------ | ------ |
| 54 067 | 65 366 | 74 971 | 63 531 | 53 374 | 47 682 | 42 505 | 38 660 |

## Religion
Sur le plan religieux, la municipalité de Savski venac est essentiellement peuplée de Serbes orthodoxes. Elle relève de l'archevêché de Belgrade-Karlovci (en serbe cyrillique : Архиепископија београдско-карловачка), qui a son siège à Belgrade.

## Politique
À la suite des élections locales serbes de 2008, les 37 sièges de l'assemblée municipale de Savski venac se répartissaient de la manière suivante, :
| Parti                                                           | Sièges |
| --------------------------------------------------------------- | ------ |
| Parti démocratique                                              | 17     |
| Parti radical serbe                                             | 9      |
| Parti démocratique de Serbie - Nouvelle Serbie                  | 5      |
| Parti libéral-démocrate                                         | 4      |
| Parti socialiste de Serbie - Parti des retraités unis de Serbie | 2      |

Tomislav Đorđević, membre du Parti démocratique du président Boris Tadić, a été élu président (maire) de la municipalité de Savski venac.

## Administrations et ambassades

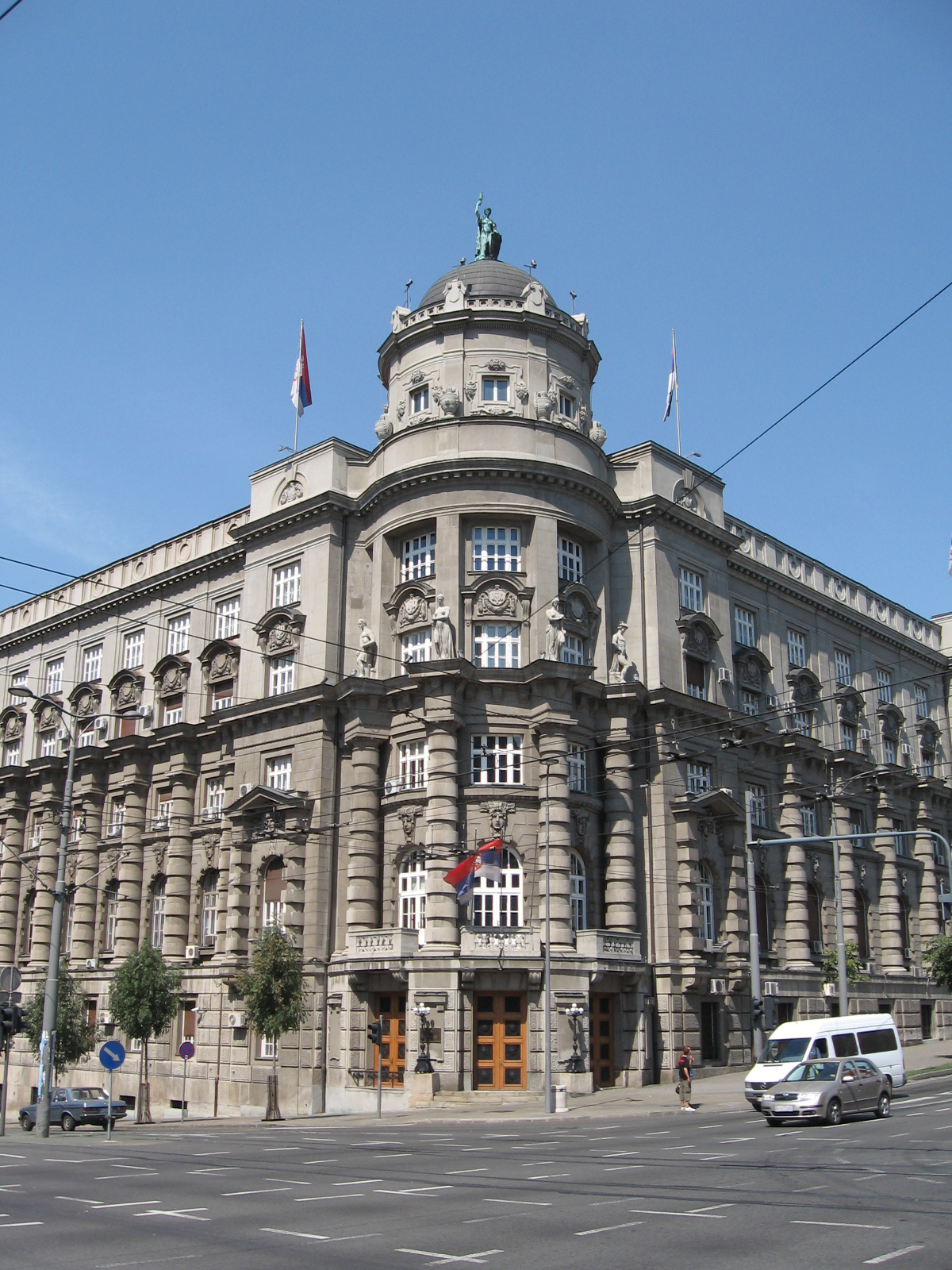
Le bâtiment du gouvernement de la Serbie

La municipalité de Savski venac abrite le bâtiment du gouvernement de la Serbie situé dans la rue Nemanjina, ainsi que d'autres bâtiments ministériels, eux aussi situés dans la rue Nemanjina.
Plus de 30 ambassades et de très nombreuses résidences diplomatiques sont situées dans la municipalité. Sur le Bulevar kneza Aleksandra Karađorđevića se trouvent les ambassades de la république d'Indonésie (au n° 18), de l'Albanie (au n° 25A), d'Israël (au n° 47) et de la république islamique du Pakistan (au n° 62). Les ambassades de Biélorussie et de Russie sont situées dans la rue Deligradska, respectivement aux n° 13 et 32.
Le nouveau bâtiment de la Banque nationale de Serbie est situé sur la place de Slavija. La Haute cour de commerce de Serbie (en serbe : Viši trgovinski sud Srbije) est située au n° 16 de la rue Deligradska.

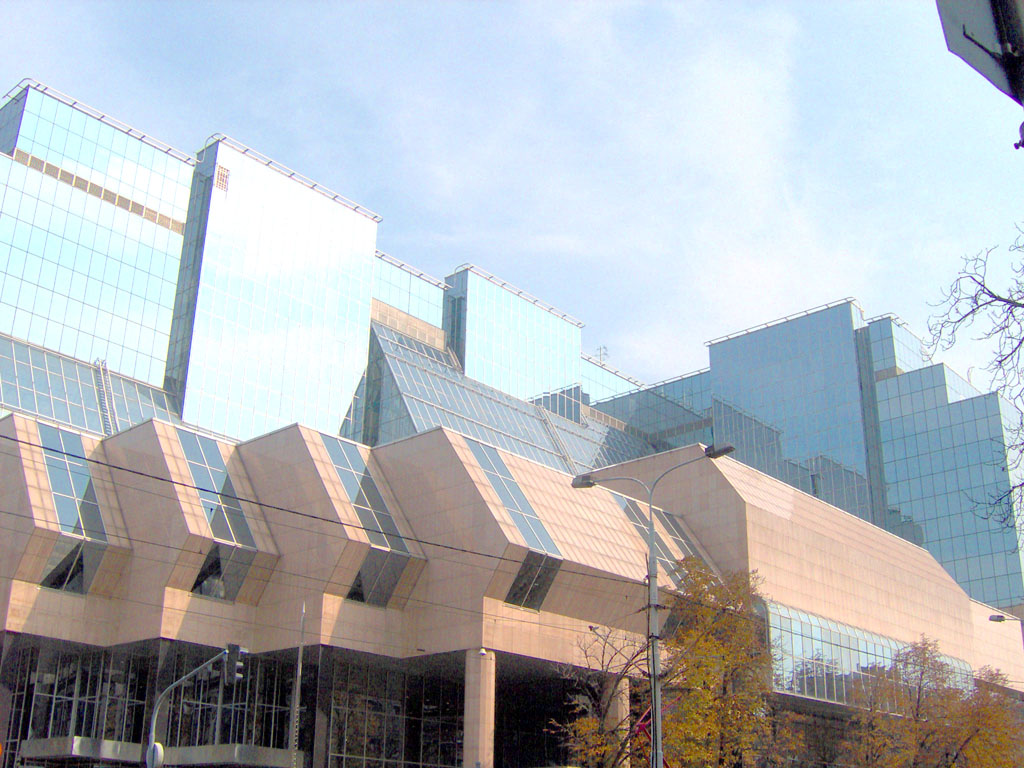
Le nouveau bâtiment de la Banque nationale de Serbie, près de la place de Slavija

## Architecture et monuments

### Biens nationaux
La municipalité de Savski venac abrite de nombreux édifices classés sur la liste des biens culturels de grande importance de la république de Serbie ou sur la liste des biens culturels de la ville de Belgrade.
Le quartier de Topčider, principalement constitué d'un parc forestier, est, dans son ensemble, inscrit sur la liste des entités spatiales historico-culturelles d'importance exceptionnelle de la république de Serbie,. On y trouve l'église Saint-Pierre et Saint-Paul, construite entre 1832 et 1834 par Janja Mihailović et Nikola Đorđević dans un style qui rappelle, pour la base, le style religieux traditionnel de la Serbie et qui, pour la façade, mêle le néoclassicisme et le néobaroque,, la Maison du roi Petar Ier Karadjordjević, et la Maison paroissiale de Topčider (en serbe : Crkveni konak), construite entre 1830 et 1832 dans un style qui rappelle celui des maisons traditionnelles de la région de la Šumadija (Choumadie),. Plusieurs monuments classés se trouvent aussi dans le parc : La Glaneuse (en serbe : Žetelica), qui représente une femme tenant dans ses bras une gerbe de blé, a été réalisée en 1852 par le sculpteur Christof Fidelis Kimmel dans le style du réalisme académique, ; l'obélisque de Topčider, érigé en 1859 en l'honneur du retour au pouvoir du prince Miloš Obrenović, est une œuvre de Franc Loran, ; le monument d'Archibald Reiss, un célèbre criminologue vaudois mort et enterré à Belgrade, a été sculpté en 1931 par Marko Brežanin,.

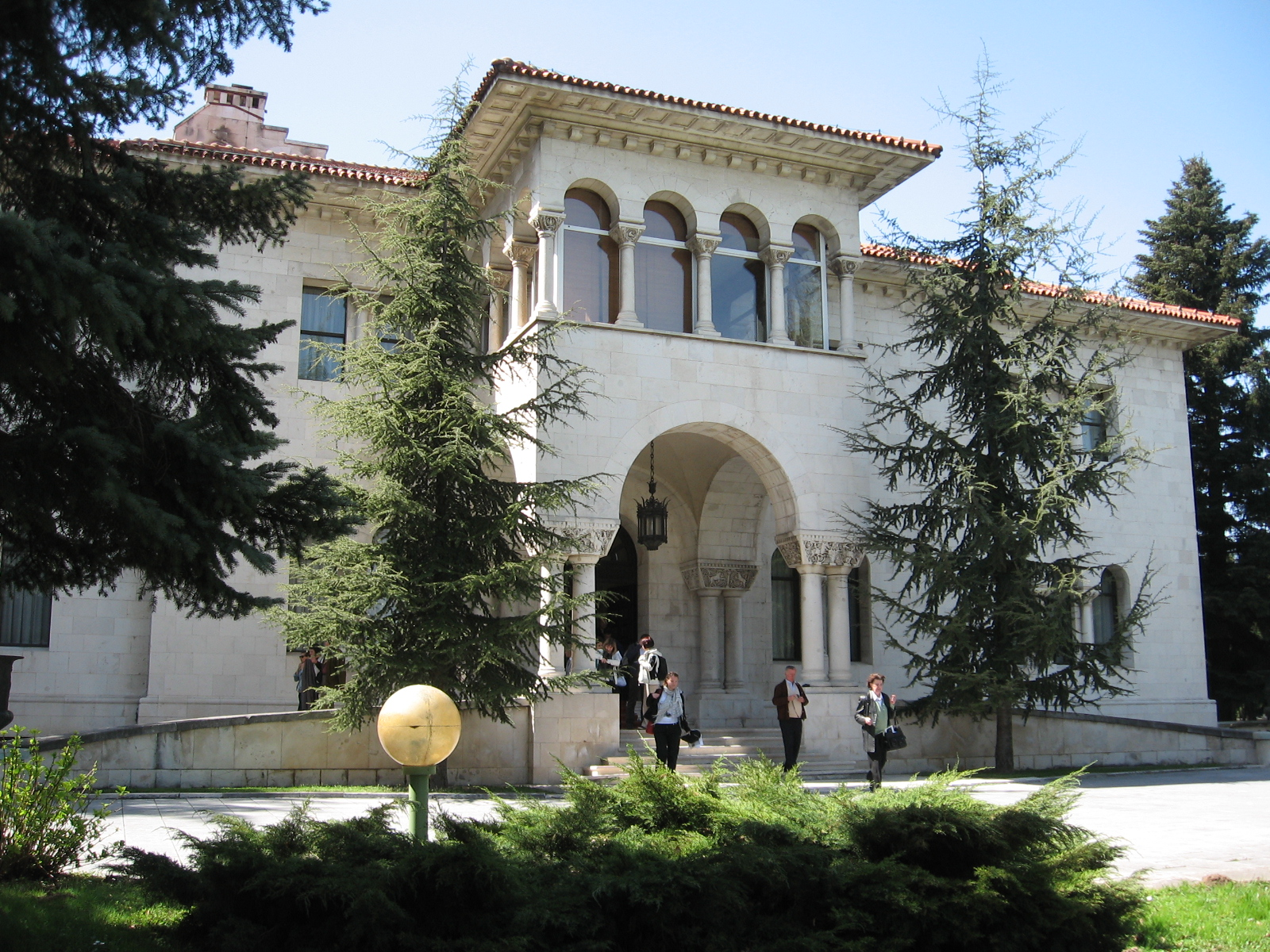
Le Palais royal

Le Complexe royal (en serbe : Краљевски комплекс et Kraljevski kompleks) est situé dans le quartier de Dedinje, au milieu d'un vaste parc. On y trouve plusieurs édifices royaux de la dynastie des Karađorđević. La Slamnata kuća (« la chaumière ») est un édifice construit dans le style des maisons traditionnelles serbes ; le roi Alexandre Ier de Yougoslavie y résidait pour surveiller la construction du Complexe royal et la demeure servait également de résidence d'études pour les trois fils du roi (le futur Pierre II, le prince Tomislav et le prince André), ainsi que d'atelier d'art pour la reine Marie. Aujourd'hui, on y loge des invités officiels. Le Palais royal (en serbe : Краљевски двор et Kraljevski dvor), appelé parfois Stari dvor (« le vieux palais »), est une grande villa en stuc de style serbo-byzantin ; il a été construit entre 1924 et 1929 par l'architecte Živojin Nikolić, assisté des architectes russes Nikolai Krasnov et Victor Lukomsky, pour servir de résidence au roi Alexandre et à la reine Marie. Le Palais Blanc (« Beli dvor ») est également situé dans le complexe. Conçu par l'architecte Aleksandar Đorđević, il est construit dans un style néo-palladien, inspiré par les demeures anglaises du XVIIIe siècle. La décoration intérieure, qui mêle le style géorgien anglais et le style russe du XIXe siècle, a été réalisée par la maison française Jansen, qui, par la suite, décora la Maison-Blanche au temps de John Fitzgerald Kennedy. Ce palais, qui abrite une importante collection de peintures, est aujourd'hui la demeure d'Aleksandar Karađorđević, l'actuel prétendant au trône de Serbie. La chapelle royale fait également partie de l'ensemble.

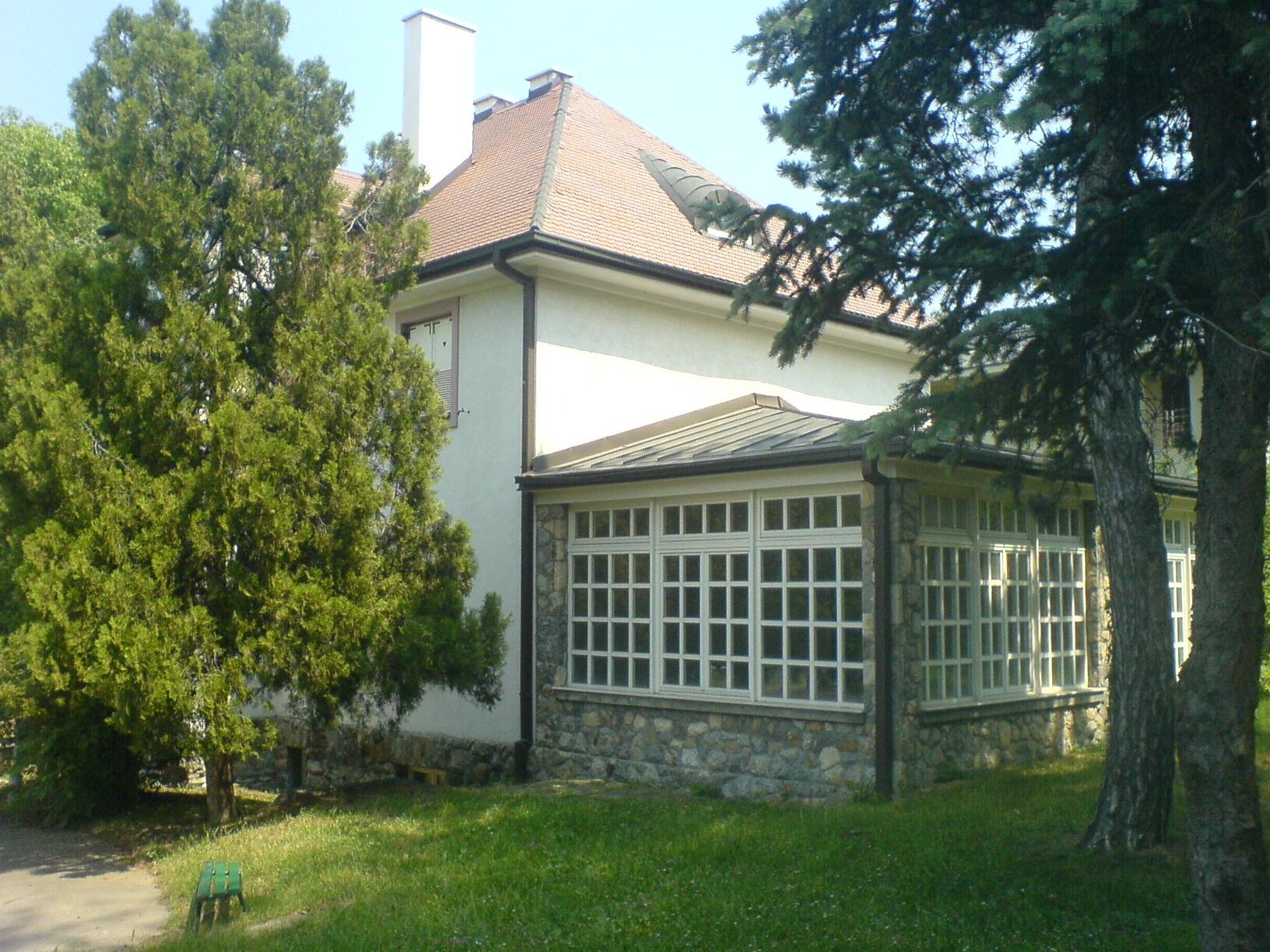
Le musée du 4 juillet

La maison de Manak (en serbe : Manakova kuća), située au n° 12 de la rue Gavrila Principa, dans le quartier de Savamala, a été construite en 1830 pour le riche marchand macédonien Manak Mihailović ; caractéristique du style balkanique, elle abrite aujourd'hui une annexe du Musée ethnographique de Belgrade,,. Le bâtiment de la coopérative des officiers, situé 4 rue Masarikova, a été construit en 1908 d'après les plans des architectes Svetozar Jovanović, Danilo Vladisavljević et Vladimir Popović ; il est caractéristique du style Art nouveau,. Le bâtiment de la coopérative de Belgrade (Beogradska zadruga), situé au n°48 de la rue Karađorđeva et conçu par les architectes Andra Stevanović et Nikola Nestorović, a été construit entre 1905 et 1907 dans un style académique,. La Tour du docteur (Doktorova kula), située 103 rue Kneza Miloša, a été bâtie en 1824 pour le docteur Vita Romita ; cet édifice en pierres et en briques abrite aujourd'hui une clinique psychiatrique,. La maison Krsmanović (Krsmanovićeva kuća), sur Terazije (no 34), a été construite en 1885 par Jovan Ilkić pour servir de résidence au marchand Marko Marković ; elle est considérée comme un exemple de l'architecture néobaroque à Belgrade,. La Gare principale de Belgrade (Železnička stanica), située 1 Savski trg, a été construite en 1884 sur des plans de l'architecte autrichien von Slatich par l'architecte Dragiša Milutinović dans un style académique,.
Certains édifices de la municipalité sont associés au souvenir des Partisans de Tito, comme le Musée du 4 juillet, situé dans une maison construite de style moderniste en 1934 pour Vladislav C. Ribnikar, le directeur du journal Politika, ou les imprimeries clandestines des Partisans, situées au no 12 de la rue Banjički venac.

### Bâtiments protégés par la ville de Belgrade

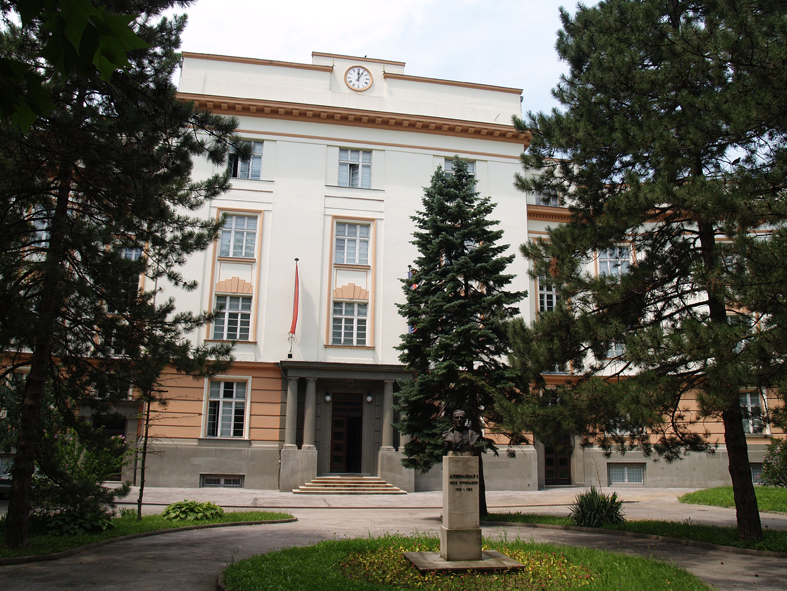
Les archives de Yougoslavie

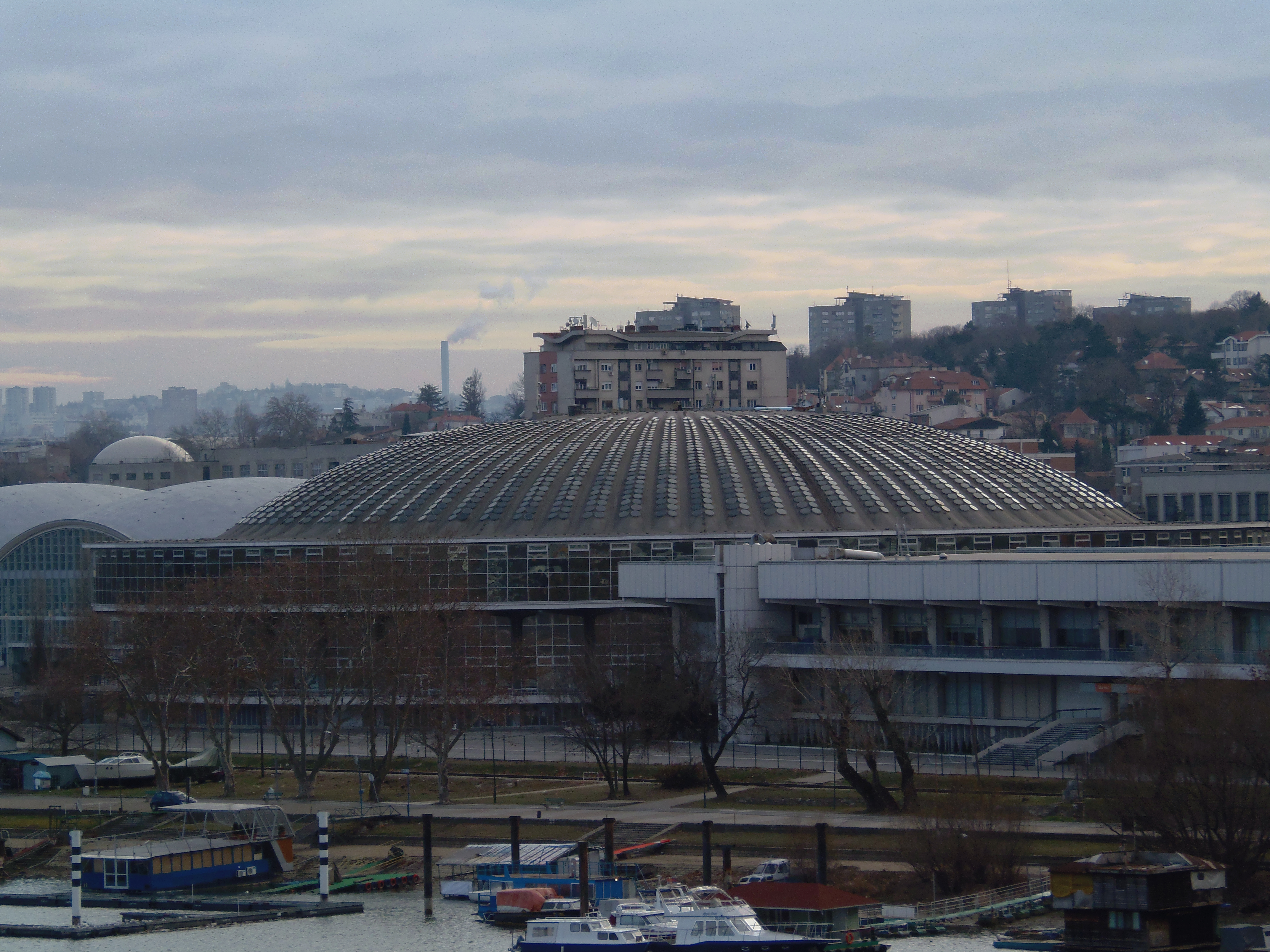
Le Hall 1 de la Foire de Belgrade

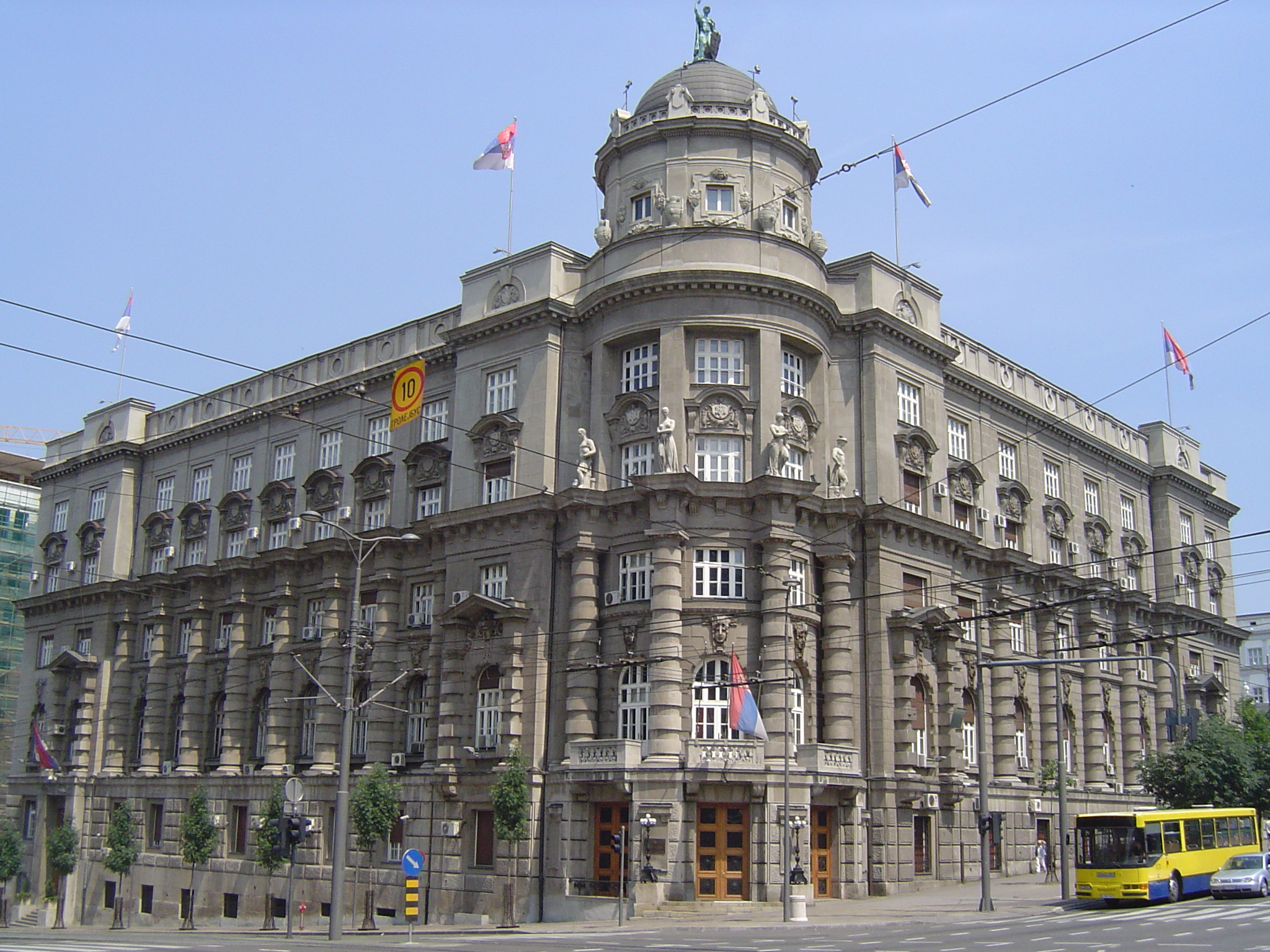
Le bâtiment du ministère des Finances du royaume de Yougoslavie (aujourd'hui bâtiment du Gouvernement de la Serbie)

- le bâtiment des archives de Yougoslavie[43]
- le bâtiment du Commandement général de l'armée[44]
- la caserne du 7e régiment[45]
- le Hall 1 de la Foire de Belgrade[46]
- la maison de Branislav Nušić[47]
- l'hôtel Bristol[48]
- l'église de l'Ascension[49]
- l'église Saint-Gabriel[50]
- la Croix de Mali pijac[51]
- la maison d'Aleksandar Belić[52]
- la maison d'Archibald Reiss[53]
- la maison de Dragoljub Gošić[54]
- la Fondation Dragomir Glišić[55]
- la villa de Dušan Tomić[56]
- les bâtiments de l'État-major des forces armées de Serbie-et-Monténégro et du ministère de la Défense[57]
- la maison d'Isidora Sekulić[58]
- le bâtiment du Manège[59]
- le sokol Matica[60]
- la maison de Dušan Lazić[61]
- l'hôpital militaire de Vračar[62]
- le bâtiment du ministère des Finances du royaume de Yougoslavie[63]
- le bâtiment du ministère de la Forêt et des mines et du ministère de l'Agriculture et de la Gestion de l'eau[64]
- le bâtiment du ministère des Transports[65]
- le monastère de Senjak[66]
- le monument de Vaso Pelagić[67]
- la maison de la famille Najdanović[68]
- la maison de Nikola Nestorović[69]
- le mess des officiers[70]
- la villa d'Olga Mos[71]
- l'orphelinat de Belgrade[72]
- la maison Popović-Predić[73]
- l'Imprimerie nationale[74]
- le moulin de Parin[75]
- la villa de Stevka Milićević[76]
- la villa Škarka[77]
- les maisons des tailleurs[78]
- le bain turc du prince Miloš[79]
- l'hôpital universitaire pour les enfants[80]
- la maison Veljković[81]
- la maison Vučo sur la Save[82]
- la maison Vukićević[83]

## Culture

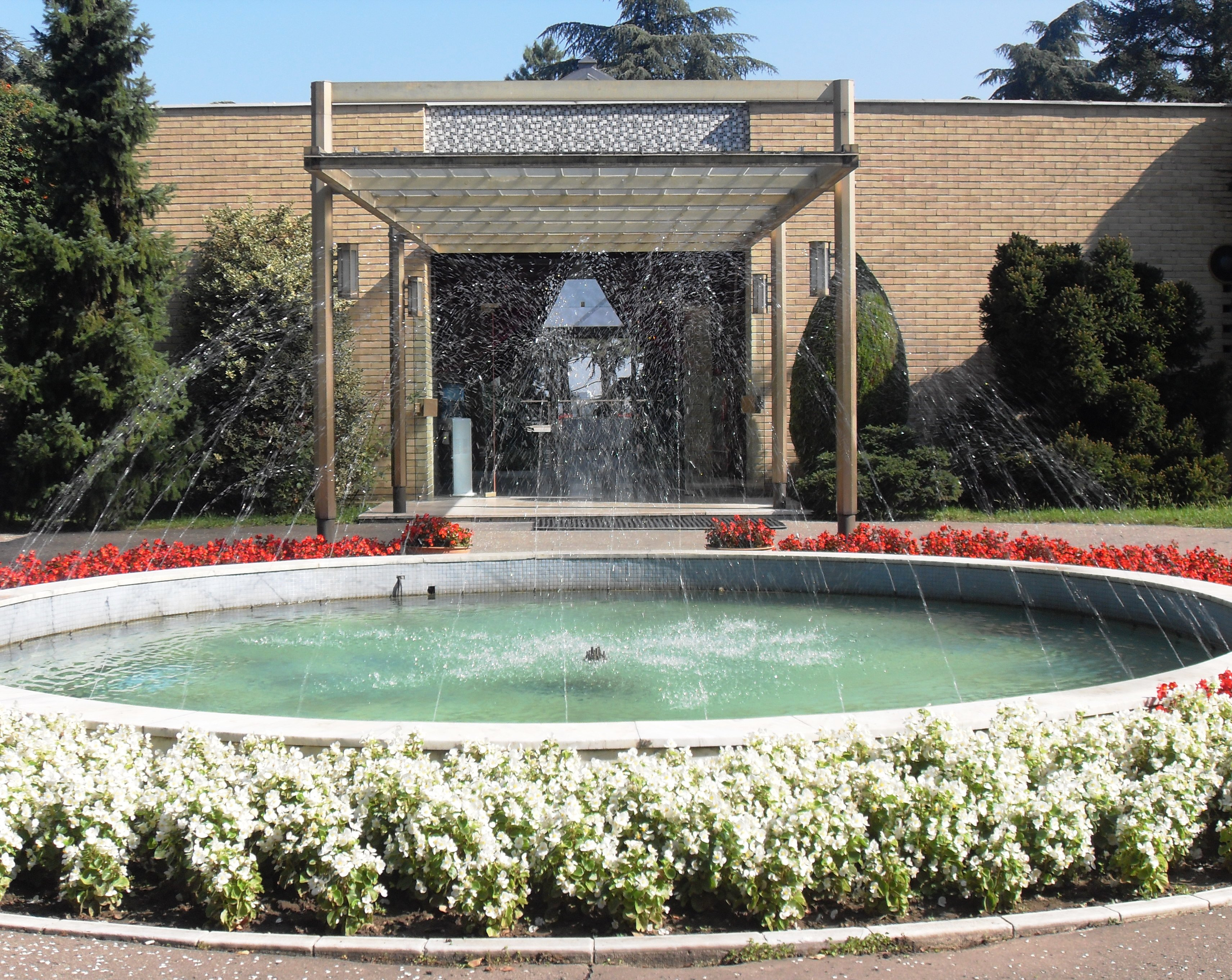
La Maison des fleurs, qui sert de mausolée à Josip Broz Tito

Parmi les institutions culturelles de la municipalité de Savski venac figurent plusieurs musées, dont le musée d'art africain, qui a ouvert ses portes en 1977 ; il est situé 14 rue Andre-Nikolića. Le Musée d'histoire de la Yougoslavie (en serbe : Muzej istorije Jugoslavije) se trouve à la hauteur du n° 92 du Bulevar kneza Aleksandra Karađorđevića ; il a été créé en 1996 par la réunion du Centre mémoriel de Josip Broz Tito et du Musée de la révolution des peuples et des nationalités de Yougoslavie ; il rassemble un fonds constitué de près de 200 000 objets et documents illustrant l'histoire de la Yougoslavie au XXe siècle, notamment centrés autour de la vie et de l'œuvre de Tito ; le Musée du 25 mai, le Stari muzej et la Maison des fleurs dépendent de cette institution. Le musée Toma Rosandić, situé 30 rue Kozjačka et 3 rue Vasilija Gaćeše, est musée commémoratif qui a ouvert ses portes en 1963 ; il dépend du musée de la ville de Belgrade et est installé dans la maison où le sculpteur a vécu et travaillé jusqu'à sa mort ; construit en 1929, l'édifice est aujourd'hui inscrit sur la liste des propriétés culturelles de la ville de Belgrade.
Les archives de Yougoslavie (Arhiv Jugoslavije), situées 33 rue Vase Pelagića, ont été créées en 1950 ; elles rassemblent de nombreux documents relatifs à la république fédérative socialiste de Yougoslavie.

## Éducation

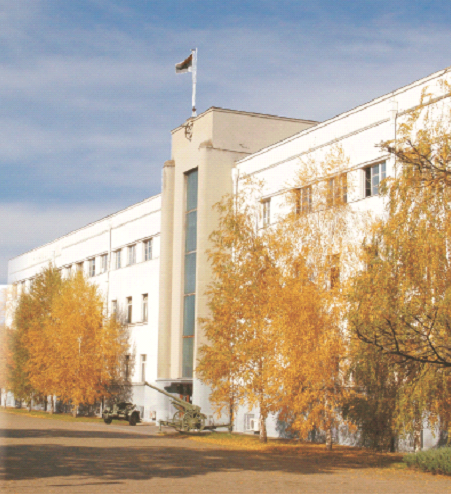
L'Académie militaire de Belgrade

L'école secondaire de médecine de Belgrade (Srednja medicinska škola Beograd), située 31 rue Deligradska, a été créée en 1899.
L'École française de Belgrade, située 31/35 rue Kablarska, dans le quartier de Senjak, a été fondée en 1951 ; elle comprend une école primaire, un collège et un lycée.
L'Académie militaire de Belgrade est située au n° 33 de la rue Generala Pavla Jurišića Šturma, dans le quartier de Senjak ; son origine remonte à 1830 ; ses locaux, construits après la Première Guerre mondiale sur l'ordre du roi Pierre Ier, ont servi de quartier général aux forces d'occupation allemandes pour leurs opérations dans les Balkans.

## Santé
Sur le territoire de la municipalité se trouve le Centre clinique de Serbie (en serbe : Klinički centar Srbije) qui constitue le plus grand centre hospitalier de la capitale serbe. Savski venac dispose aussi d'un autre important complexe hospitalier situé dans le quartier de Dedinje, le Kliničko-bolnički centar Dragiša Mišović (en abrégé : KBC Dragiša Mišović) ; construit en 1922, il a accueilli ses premiers patients en 1930. L'Hôpital universitaire pour les enfants (Univerzitetska dečja klinika), situé au n° 10 de la rue Tiršova, a été créé en 1924, à l'initiative du pédiatre viennois Franz Gröer. L'Institut de médecine du travail et de radiologie de Serbie Dragomir Karajović (Institut za medicinu rada i radiološku zaštitu Srbije Dr Dragomir Karajović) est situé au n° 29 de la rue Deligradska ; il a ouvert ses portes en 1953 dans le cadre de la Faculté de médecine de l'Université de Belgrade.

## Économie
Le quartier de Bara Venecija est un secteur presque entièrement industriel et commercial. De nombreux hangars et entrepôts, notamment ferroviaires, y sont situés, ainsi que des usines d'asphalte et des réservoirs de pétrole, cela en raison de sa proximité avec le centre-ville et le port de la Save  (Savsko pristanište).
Le secteur de Mostarska petlja, « l'échangeur de Mostar », abrite la brasserie BIP, la plus importante de la capitale serbe ; le même quartier accueille aussi des entrepôts, des usines et les installations de la Foire de Belgrade (en serbe : Beogradski sajam).
Le restaurant McDonald's de la place de Slavija, en fait situé 2 rue Deligradska, a ouvert ses portes le 24 mars 1988, ce qui en fait le premier de cette chaîne installé en Serbie.

## Sport et loisirs

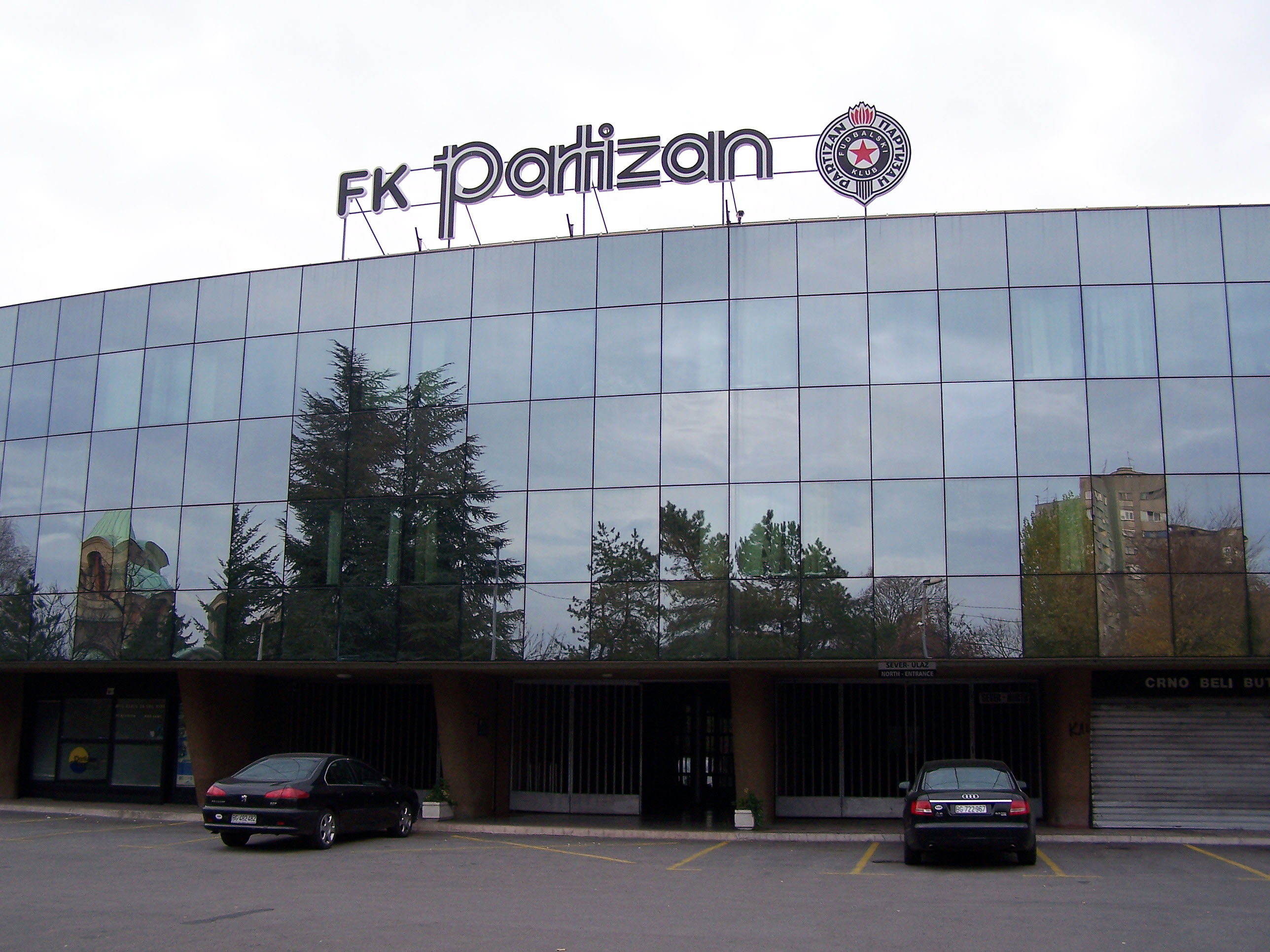
L'entrée nord du Stade du Partizan

La municipalité de Savski venac abrite deux des plus grands clubs de football de Serbie. Le FK Partizan a été fondé en 1945 ; son stade peut accueillir 32 710 spectateurs. L'Étoile rouge de Belgrade a été elle aussi fondée en 1945 ; il est, en Serbie, le grand rival du FK Partizan ; son stade, surnommé Marakana, situé 1a rue Ljutice Bogdana, peut accueillir plus de 54 000 spectateurs. Le stade de ces deux équipes est situé dans le quartier de Stadion qui leur doit son nom. D'autres clubs de football sont situés dans la municipalité. Le FK Grafičar Beograd a été fondé en 1922 ; son stade, situé 31 rue Vase Pelagica dans le quartier de Senjak, peut accueillir environ 1 000 spectateurs. Le FK Železničar Beograd, quant à lui, a été fondé en 1924 ; le stade du FK Železničar, situé dans le quartier de Bara Venecija, peut accueillir jusqu'à 5 000 spectateurs.

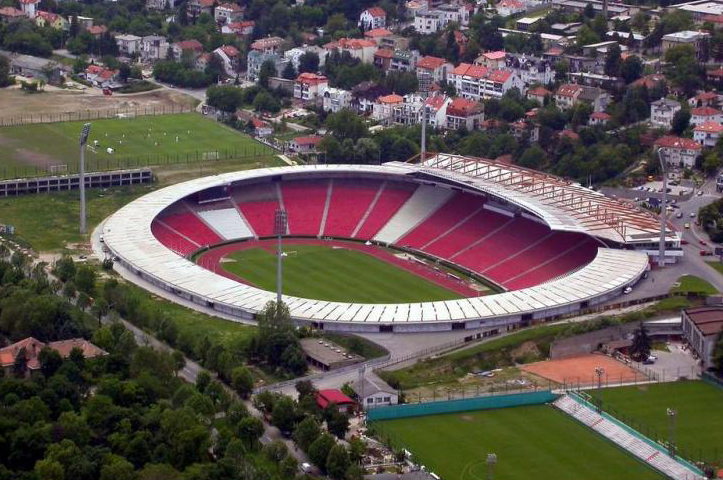
Le Stade de l'Étoile rouge

Le Centre municipal de culture physique (en serbe : Градски центар за физику културу et Gradski centar za fiziku kulturu) est situé au n° 27 de la rue Deligradska  ; il a ouvert ses portes en 1936 ; la gymnaste yougoslave Milena Reljin y a commencé sa carrière. L'Académie de football de Belgrade (Akademije fudbala) est située la même adresse, ainsi que le siège de nombreuses associations sportives de la ville de Belgrade : la Fédération d'athlétisme , la Fédération de karaté, créée en 1963, la Fédération de taekwondo, la Fédération de boxe, la Fédération de judo, la Fédération de football, qui rassemble 270 clubs et plus de 18 000 adhérents, la Fédération de bowling, la Fédération de handball, créée en 1949, la Fédération de lutte, la Fédération de tennis de table ou encore la Fédération d'échecs, créée en 1957 ; à la même adresse se trouve aussi le siège de la Fédération serbe de natation synchronisée.

## Transports
La municipalité de Savski venac constitue un important nœud de communication.

Carte de l'échangeur de Mostar

L'échangeur de Mostar, familièrement appelé Mostar, construit entre 1967 et 1974, est, avec celui d'Autokomanda, l'un des deux principaux échangeurs routiers de la capitale serbe ; il reçoit la circulation de six voies de communication particulièrement fréquentées, dont celle du pont de Gazela à l'ouest et celle du bulevar Vojvode Mišića au sud ; il est situé à l'intersection des routes européennes E75 et E70. Le quartier de Savamala, situé sur le territoire de la municipalité, constitue un important centre pour la circulation routière de la capitale serbe ; deux ponts y enjambent la Save : le pont de Branko (en serbe : Brankov most) et l'ancien pont de la Save (Stari Savski most) ; on y trouve aussi la gare d'autobus de Belgrade (Beogradska autobuska stanica ; en abrégé : BAS), située au no 4 de la rue Železnička, qui sert de base à la compagnie de transport SP Lasta.

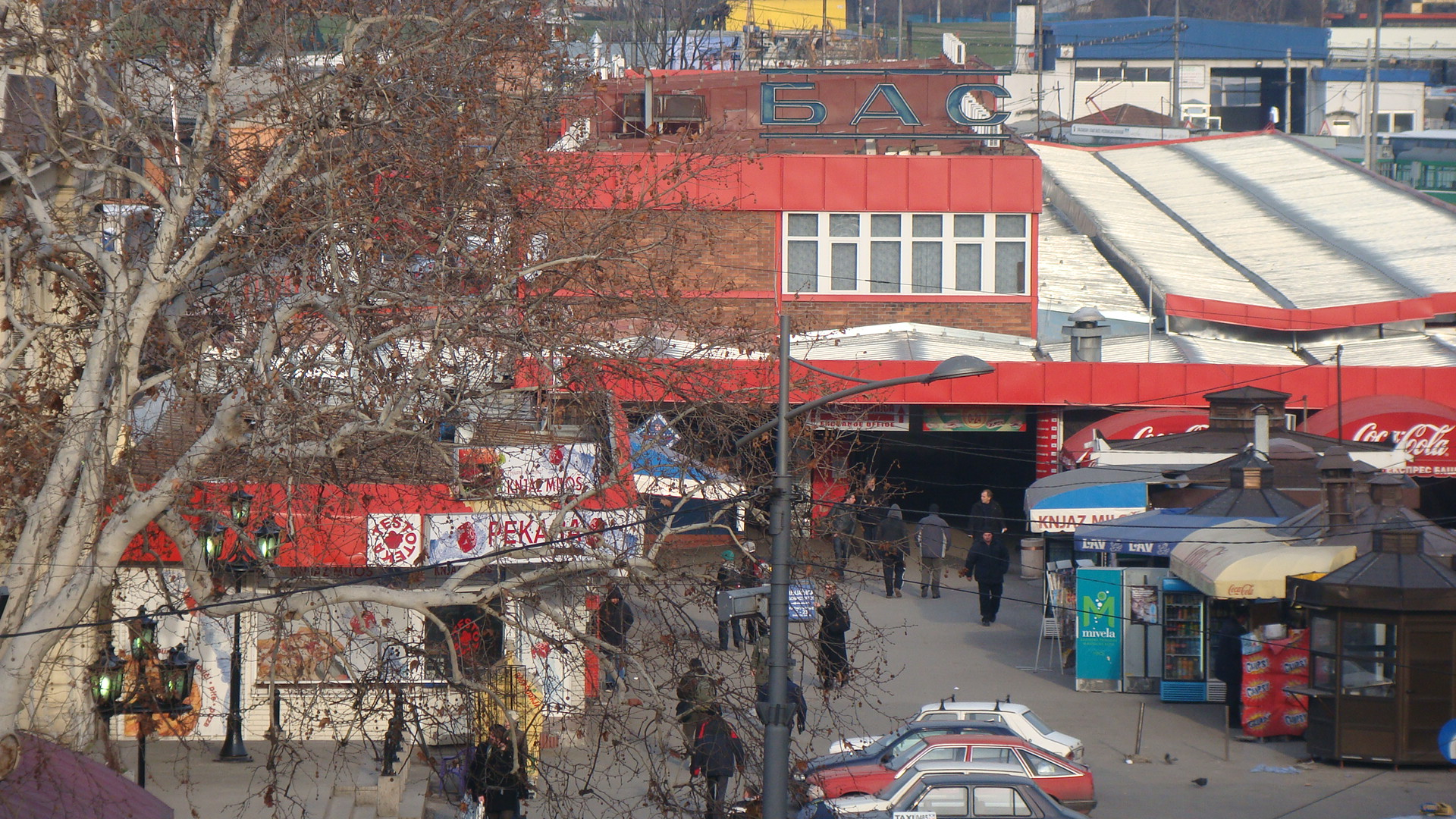
La gare d'autobus de Belgrade (BAS)

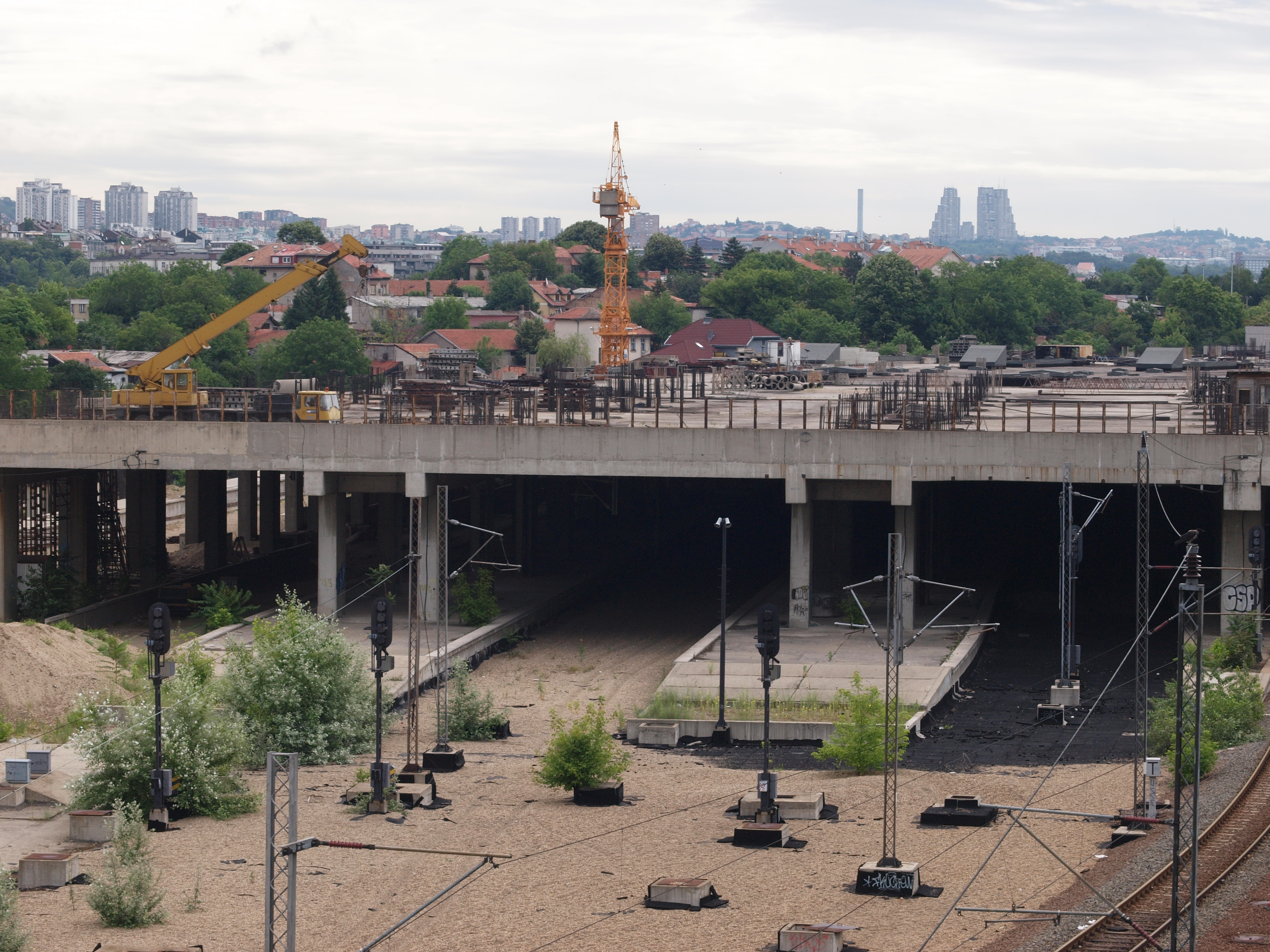
La gare de Belgrade Centre en construction (juin 2009)

Sur le plan ferroviaire, la gare principale de Belgrade (Glavna železnička stanica) est située 2 Savski trg, sur le territoire de Savski venac. La nouvelle gare de Belgrade Centre, destinée à remplacer la gare principale, s'inscrit dans le cadre de la réalisation de la Jonction ferroviaire de Belgrade (en serbe : Београдски железнички чвор et Beogradski železnički čvor), un vaste plan de réorganisation des transports ferroviaires dans la capitale serbe inauguré en 1974 ; la construction de la gare, commencée en 1977, a été retardée par d'importants problèmes de financement ; elle implique notamment la réalisation de 14 km de tunnels, la réalisation de plusieurs ponts, parmi lesquels figure le Nouveau pont ferroviaire sur la Save ouvert au trafic en 1979.
Sur le plan des transports publics, la gare de Belgrade Centre se situe à l'intersection de plusieurs lignes du réseau Beovoz, le réseau régional de transport public de la capitale serbe : les lignes 1 (Stara Pazova-Batajnica-Beograd Centar-Pančevo Vojlovica), 3 (Stara Pazova-Batajnica-Beograd Centar-Rakovica-Resnik-Ripanj), 4 (Zemun-Beograd Centar-Rakovica-Valjevo), 5 (Nova Pazova-Batajnica-Beograd Centar-Rakovica-Resnik-Mladenovac) et 6 (Stara Pazova-Batajnica-Beograd Centar-Rakovica-Mala Krsna).
Le port de la Save (Savsko pristanište) est également situé dans la municipalité.

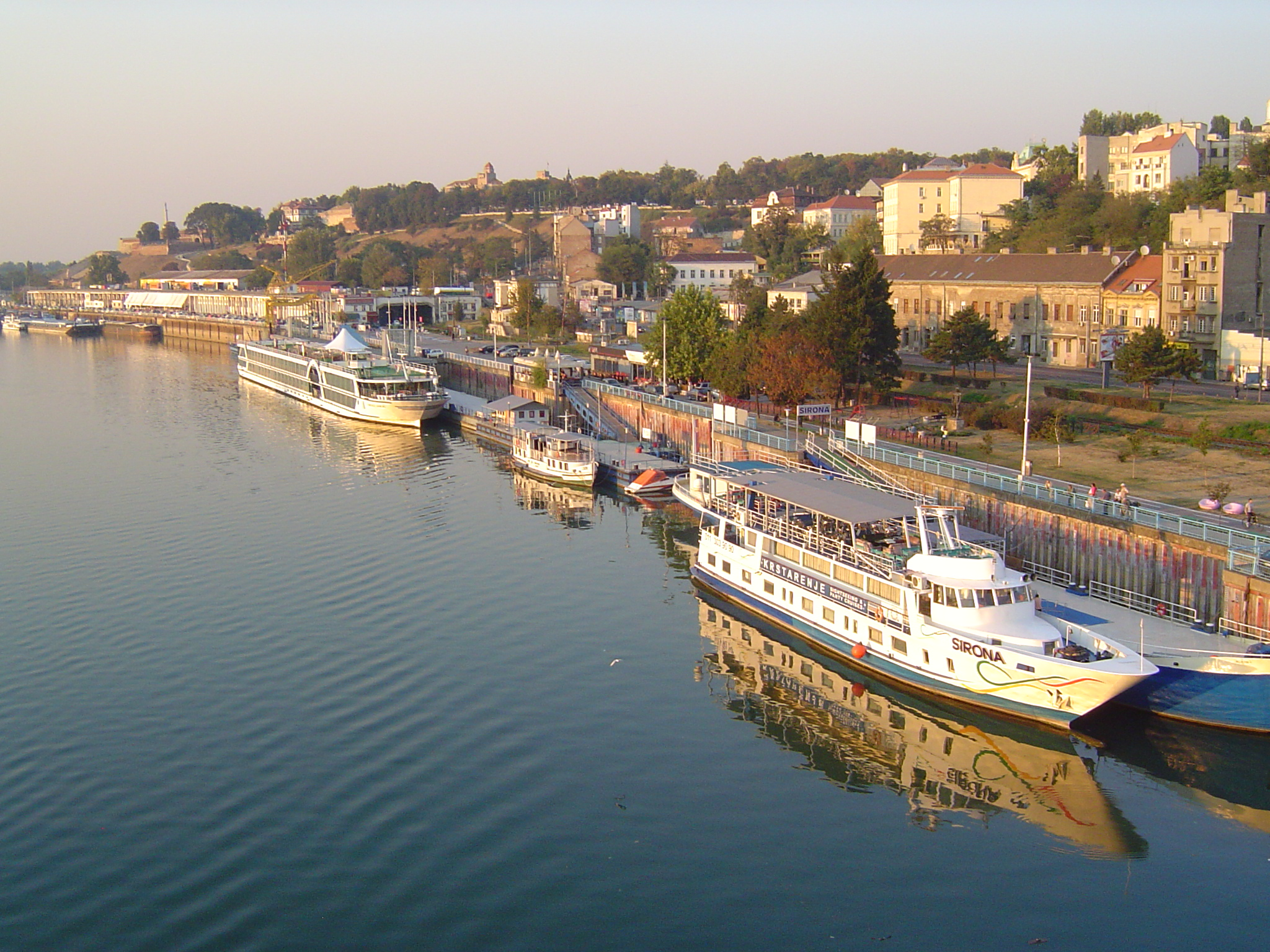
Le port de la Save